# Voronyezs radar

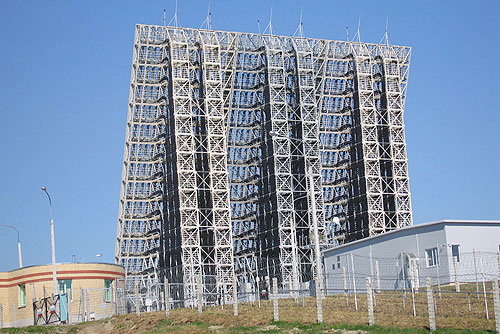
Voronyezs-M radarállomás Lehtuszi mellett

A Voronyezs radar az orosz korai előrejelző radar jelenlegi generációja, amely biztosítja a légtér és a repülőgépek nagy távolságú megfigyelését. Alapfeladata az Oroszország ellen indított ballisztikus rakéták országhatáron belüli, illetve kívüli felderítése és követése. Az első radar a Szentpétervár melletti Lehtusziban állt üzembe 2009-ben.
Elnevezése a szovjet radarok mintáját követi, mivel egy folyóról, a Voronyezsről nevezték el. A radar előző generációja a Darjal (a Darjal-szoros után), Volga (Volga folyó után) és Daugava (Daugava folyó) néven volt ismert, a Dnyepr (Dnyeper folyó) és Dnyestr (Dnyeszter folyó) pedig az ezeket megelőző generáció volt.
A Voronyezs radarokat erősen előregyártott rendszerként írják le, ami azt jelenti, hogy a telepítési idejük hónapokban mérhető, szemben a korábbi generációk évekig tartó kiépítésével. Emellett kevesebb személyzetet igényelnek, mint a korábbi rendszerek. Moduláris felépítésüknek köszönhetően pedig a radar (részlegesen) már akkor is üzembe helyezhető, amikor még nem teljesen készült el. 
Oroszország az új radarok üzembe helyezését arra használta fel, hogy kifejezze aggodalmát az Egyesült Államok európai rakétavédelmi rendszerével kapcsolatban. A kalinyingrádi radar 2011. novemberi átadásán Dmitrij Medvegyev akkori orosz elnököt idézték, aki azt mondta: „Elvárom, hogy ezt a lépést [a radar üzembe helyezését] partnereink úgy értelmezzék, mint országunk készségének első jelét arra, hogy megfelelő választ adjon azokra a fenyegetésekre, amelyeket a rakétavédelmi pajzs jelent stratégiai nukleáris erőinkre nézve.”

## Típusai
Minden típusa fázisvezérelt radar.
- A Voronyezs-M (77Ya6-M) a méteres hullámhossztartományban (VHF) működik, és az RTI Mints tervezte. Az első terepi tesztek 2007 márciusában kezdődtek, a hivatalos üzembe helyezésre 2012. február 11-én került sor.  A radar egy sík fázisvezérelt antennarácsot használ. Az oldalirányú (azimut) lefedettsége 245–355 fok közötti, a függőleges (emelkedési) lefedettség 2–70 fok. A radar maximális egyértelmű hatótávolsága 4200 km, ami nagyjából Marokkótól Spitzbergákig terjedő szektort jelent. A radar „vak zónája” 100 km, a maximális célmagasság pedig körülbelül 4200 km. A lehetséges célpontok közé tartoznak a ballisztikus rakéták és az aerodinamikai robotrepülőgépek (cirkálórakéták).  A leningrádi terület téli szélsőséges időjárási viszonyai miatt az antennamező teljes egészében fűthető, hogy elkerüljék a hólerakódás okozta antennateljesítmény-csökkenést vagy paraméterváltozást.[2]
- A Voronyezs-DM (77Ya6-DM) a deciméteres tartományban (UHF) működik, és a NPK NIIDAR tervezte. Hatótávolsága elérheti a 10 000 km-t, és egyszerre akár 500 objektum követésére is képes. A horizontális hatótávja 6000 km, a vertikális pedig 8000 km (a radar horizontja miatt ez a távolság csak akkor érvényes, ha a célpont több kilométeres magasságban található [forrás szükséges]). Oroszország állítása szerint a radar képes egy „focilabda” méretű célpontot is észlelni 8000 km távolságból.
- A Voronyezs-VP (77Ya6-VP) szintén a méteres tartományban (VHF) működik, és az RTI Mints tervezte. Az egyetlen megépített példány 6 szegmensből áll, szemben a Voronyezs-M 3 szegmensével.
- A Voronyezs-SM egy orosz fejlesztésű, centiméteres hullámhosszon (L-sávban) működő korai előrejelző radarrendszer. Működési frekvenciája 1,2–1,4 GHz (25–21,4 cm), és ez az első ilyen típusú radar, amelyet Oroszország épít.[3] Telepítési tervek:
  - Vorkuta: Itt két radar épül egymás mellett: a Voronyezs-VP és a Voronyezs-SM. A Voronyezs-VP közelebb áll a befejezéshez, és várhatóan 2021-ben áll szolgálatba, míg a Voronyezs-SM később válik üzemképessé.
  - Lehtuszi (Ragozinka-2): Egy másik Voronyezs-SM radart terveznek telepíteni Lekhtusi közelében, egy Ragozinka-2 nevű helyen, körülbelül 10 km-re keletre a már működő Voronyezs-M radartól. Az építkezés jelei egyelőre nem láthatók, de a tervek szerint itt is telepítésre kerül egy ilyen rendszer.
  - Szevasztopol: Egyes jelentések szerint itt is Voronyezs-SM radart terveznek telepíteni, feltehetően a régi Dnyepr radar helyére. Jelenleg azonban nincs információ az építkezés megkezdéséről.  A Voronyezs-SM radarok fejlesztése és telepítése része Oroszország korai előrejelző rendszereinek modernizálásának, célja a különböző frekvenciatartományok és radararchitektúrák alkalmazásával a detektálási képességek növelése.

A Voronyezs-M költsége állítólag 2,85 milliárd rubel, míg a Voronyezs-DM 4,3 milliárd rubelbe kerül. Ez összevethető a Dnyepr radar 5 milliárd rubeles, illetve a Darjal radar 19,8 milliárd rubeles költségével a jelenlegi árakon. A Voronyezs rendszereket a szaranszki televíziógyárban gyártják.
A Voronyezs radarok tervezői – Szergej Bojev (RTI), Szergej Szaprykin (NIIDAR) és Valerij Karaszjev (RTI Mints) – közösen kapták meg a 2011-es Állami Díjat a tudomány és technológia területén a Voronyezs-rendszerek fejlesztéséért.

## Telepítések
Az első radar, egy Voronyezs-M, a Szentpétervár melletti Lehtusziban épült. A tesztelése 2005-ben kezdődött, és 2012-ben nyilvánították „harckésznek”. A radar az A. F. Mozsajszkij Katonai-Űrakadémia szomszédságában található, amely az Űrvédelmi Erők tisztképző központja. A rendszert úgy jellemzik, mint amely betölti azt a korai előrejelzési űrt, amely a lettországi Skrundában található radarállomás 1998-as bezárása után keletkezett. Ugyanakkor a fehéroroszországi Hantsavichy-ban található Volga radar is hasonló szerepet tölt be, azonban mivel az UHF tartományban működik, felbontása eltér a VHF Voronyezs-M radarétól.
A második radar a dél-oroszországi Armavir városában található, a Baronovszkij repülőtér területén. Ez egy Voronyezs-DM típusú, UHF tartományban működő radar, amelyet azután állítottak hadrendbe, hogy 2009-ben bezárták az ukrajnai Szevasztopolban és Munkácson működő Dnyeszter-radarokat – az Armavir-rendszer ezek kieső lefedettségét hivatott pótolni. A helyszínen valójában két radar működik: az első délnyugati irányba néz, és a korábbi ukrán radarokat helyettesítheti, míg a második délkeleti irányba tekint, és a 2012 végén bezárt, azerbajdzsáni Gabalában található Darjal radar szerepét veheti át. Az armaviri radarállomást 2024-ben ukrán dróntámadás érte az orosz–ukrán háború során.
A harmadik radar Pionerszkij városától délre, a kalinyingrádi területen található, a Dunaevka repülőtér helyén. Ez szintén egy UHF tartományban működő Voronyezs-DM típusú radar, amely olyan országokkal van körülvéve, amelyek ma már a NATO tagjai. Itt egyetlen radar működik, amely 2014-ben vált teljesen hadrafoghatóvá.
Miselevkában, Irkutszk közelében építettek egy radarállomást azon a helyszínen, ahol korábban a soha üzembe nem helyezett Darjal radar állt, amelyet 2011-ben lebontottak. Az új radar egy Voronyezs-VP típusú rendszer, amely a korábbi Darjal adóépület közelében található. Ez a radar déli irányba biztosít lefedettséget, és képes helyettesíteni az ottani két Dnyepr radar egyikét. Egy második Voronyezs-VP antenna is tervben volt, amely 240 fokos lefedetést biztosít, és ez 2014-re elkészült.
2015-re egy Voronyezs-VP radar építését tervezték Pecsorában, az ott működő Darjal radar leváltására. 
Hasonlóképpen, 2017-re egy Voronyezs-VP rendszer telepítését tervezték Olenegorszkban is, amely a Dnyepr/Daugava radarokat hivatott helyettesíteni. A Gabala Radarállomás jövőjéről szóló nyilvános tárgyalások során is felmerült, hogy az ottani Darjal radart egy Voronyezs-VP válthatná le 2017-ben, azonban az állomást végül már 2012 végén bezárták.
A barnauli radarállomás építése 2013-ban kezdődött meg. További bejelentett helyszínek közé tartozik Omszk, Jenyiszejszk és Orenburg.
2017. december 20-án három új Voronyezs radarállomás állt hadrendbe Oroszországban, amivel a működő radarrendszerek száma nyolcra nőtt (az armaviri radarállomáson két radar működik). Az új radarok Krasznojarszki határterületen, Altaji határterületen és Orenburg területen találhatók.
Az orosz védelmi minisztérium közlése szerint 2022-ben befejeződik új radarállomások építése Vorkuta és Murmanszk (Olenegorszk) közelében.

## Helyszínek
| Helyszín                                                                                | Koordináták                                                    | Típus        | Állapota     | Megjegyzés |
| --------------------------------------------------------------------------------------- | -------------------------------------------------------------- | ------------ | ------------ | --- |
| Lehtuszi radarállomás, Leningrádi terület                                               | é. sz. 60° 16′ 32″, k. h. 30° 32′ 46″60.275458°N 30.546017°E   | Voronyezs-M  | Üzemel       | A radarállomás a Skrunda-1 radar kiesése miatt keletkezett lefedési rést hivatott betölteni. 2012-ben vált teljesen hadrafoghatóvá. |
| Armavir radarállomás, Krasznodari határterület                                          | é. sz. 44° 55′ 30″, k. h. 40° 59′ 02″44.925106°N 40.983894°E   | Voronyezs-DM | Üzemel       | Ezen a helyszínen két radar található. Az első a délnyugati irányt fedi le, míg a második szakasz a déli/délkeleti irányra terjed ki, és az azeri Gabalában működő radarállomást váltotta fel. A rendszer 2015 áprilisában vált teljesen hadrafoghatóvá. 2024. május 26-án az ukrán sajtó arról számolt be, hogy az ukrán HUR egy drónnal csapást mért egy orosz Voronyezs-M típusú korai előrejelző radarrendszerre az orenburgi területen fekvő Orszk városában, mintegy 1800 kilométeres távolságot megtéve. Alacsony felbontású műholdképek elszenesedett foltokat mutatnak; a radar az orosz nukleáris korai előrejelző rendszer része, amely légi és űralapú fenyegetések – például ballisztikus rakéták és bombázók – észlelésére szolgál. |
| A pionerszki radarállomás a korábbi Dunaevka légibázis területén, Kalinyingrádi terület | é. sz. 54,857294°, k. h. 20,182350°54.857294°N 20.182350°E     | Voronyezs-DM | Üzemel       | 2011 novemberében részlegesen, majd 2014-ben teljes mértékben hadrafoghatóvá vált. |
| Mishelevka radarállomás, Irkutszki terület                                              | é. sz. 52° 51′ 20″, k. h. 103° 13′ 54″52.855586°N 103.231650°E | Voronyezs-VP | Üzemel       | Kiváltotta az egyik Dnyepr radart, valamint a Darjal-U radart, amelyet 2011 júniusában bontottak le. A radar 2012 márciusában kezdte meg a tesztüzemet, és 2015 óta teljesen hadrafogható. |
| Jenyiszejszk közelében, a Krasznojarszki határterületen                                 | é. sz. 58,506095°, k. h. 92,046072°58.506095°N 92.046072°E     | Voronyezs-DM | Üzemel       | 2017 decemberétől üzemel. |
| Barnaul, Altaji határterület                                                            | é. sz. 53° 08′ 21″, k. h. 83° 40′ 52″53.139194°N 83.681250°E   | Voronyezs-DM | Üzemel       | 2017 decemberétől üzemel. |
| Orszk, Orenburgi terület                                                                | é. sz. 51,273346°, k. h. 58,959030°51.273346°N 58.959030°E     | Voronyezs-M  | Üzemel       | 2017 decemberétől üzemel. 2024. május 26-án ukrán dróntámadás érte. |
| Vorkuta, Komiföld                                                                       | é. sz. 67° 36′ 50″, k. h. 63° 45′ 20″67.613972°N 63.755417°E   | Voronyezs-M  | Építés alatt | Építése megkezdődött. A területen lévő Darjal radarállomást váltja. |
| Olenegorsk, Murmanszki terület                                                          | é. sz. 68,090694°, k. h. 34,327539°68.090694°N 34.327539°E     | Voronyezs-VP | Építés alatt | Építése megkezdődött. A területen lévő Dnyesztr/Daugava radarállomást váltja. |
| Szevasztopol, Krím-félsziget                                                            | é. sz. 44,5788°, k. h. 33,3862°44.578800°N 33.386200°E         | Voronyezs-SM | Tervezett    | A területen lévő Dnyeszt radarállomást váltja majd. |

## Fordítás
- Ez a szócikk részben vagy egészben  a   Voronezh radar című angol Wikipédia-szócikk ezen változatának fordításán alapul.  Az eredeti cikk szerkesztőit annak laptörténete sorolja fel. Ez a jelzés csupán a megfogalmazás eredetét és a szerzői jogokat jelzi, nem szolgál a cikkben szereplő információk forrásmegjelöléseként.